# Reprezentacja Libanu w piłce ręcznej mężczyzn
Reprezentacja Libanu w piłce ręcznej mężczyzn to narodowy zespół piłkarzy ręcznych Libanu. Reprezentuje swój kraj w rozgrywkach międzynarodowych. Dotychczas dwukrotnie uczestniczył w finałach wielkiej imprezy – było to na mistrzostwach Azji w Iranie w 2008 roku oraz dwa lata później w Libanie.

## Turnieje

### Udział wmistrzostwach Azji
| Rok  | Wynik | Źródło |
| ---- | ----- | ------ |
| 1977 | –     |        |
| 1979 | –     |        |
| 1983 | –     |        |
| 1987 | –     |        |
| 1989 | –     |        |
| 1991 | –     |        |
| 1993 | –     |        |
| 1995 | –     |        |
| 2000 | –     |        |
| 2002 | –     |        |
| 2004 | –     |        |
| 2006 | –     |        |
| 2008 | 9.    |        |
| 2010 | 8.    |        |
| 2012 | –     |        |
| 2014 | –     |        |
| 2016 | 10.   |        |
| 2018 | –     |        |
| 2020 | –     |        |
| 2022 | –     |        |

### Udział wigrzyskach azjatyckich
| Rok  | Wynik | Źródło |
| ---- | ----- | ------ |
| 1982 | –     |        |
| 1986 | –     |        |
| 1990 | –     |        |
| 1994 | –     |        |
| 1998 | –     |        |
| 2002 | –     |        |
| 2006 | 9.    |        |
| 2010 | –     |        |
| 2014 | –     |        |
| 2018 | –     |        |